# Hynden Walch
Heidi Hynden Walch (ur. 1 lutego 1971 w Davenport) – amerykańska aktorka i wokalistka.
Jest oryginalnym głosem Gwiazdki w serialu telewizyjnym Młodzi Tytani: Akcja!.

## Filmografia (wybór)

### Seriale
Źródła:
- Nietykalni (1993–1994) – Mae Capone
- Czarodziejki (2000) – Marcie Steadwell
- Młodzi Tytani (2003–2006) – Gwiazdka
- Batman (2004–2008) – Harley Quinn/Dr Quinzel
- Pora na przygodę! (2010) – Królewna Balonowa
- Młodzi Tytani: Akcja! (2013) – Gwiazdka
- Catscratch (2016) – Katilda